# Rajd Hiszpanii 2004

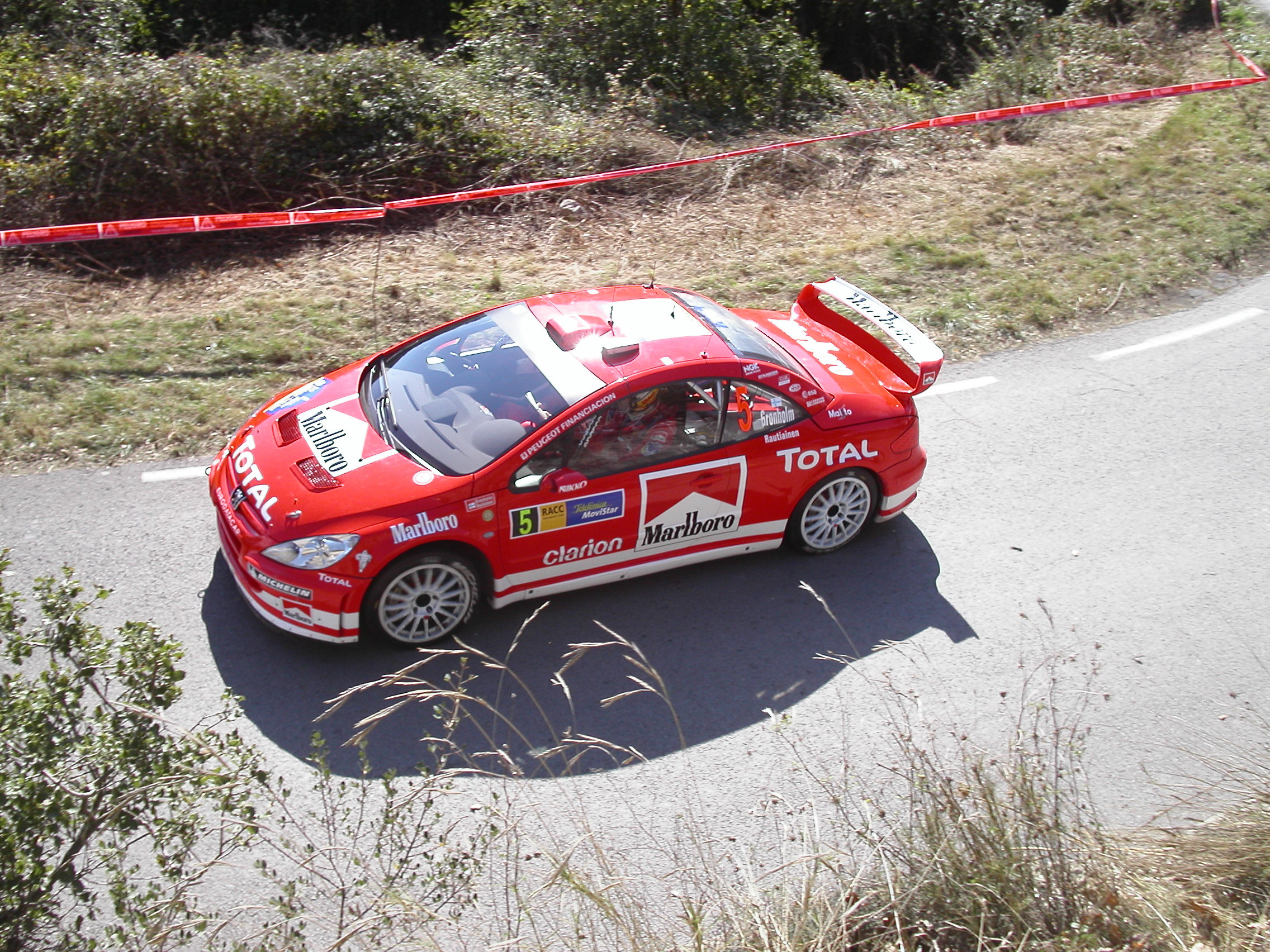
Marcus Grönholm podczas rajdu

Rezultaty Rajdu Hiszpanii (40º Rallye Catalunya-Costa Brava (Rallye de España)), eliminacji Rajdowych Mistrzostw Świata, w 2004 roku, który odbył się w dniach 29 – 31 października. Była to piętnasta runda czempionatu w tamtym roku i czwarta asfaltowa, a także siódma w Junior WRC. Bazą rajdu było miasto Lloret de Mar. Zwycięzcami rajdu została estońsko-brytyjska załoga Markko Märtin/Michael Park jadąca Fordem Focusem WRC. Wyprzedzili oni Finów Marcusa Grönholma i Timo Rautiainena w Peugeocie 307 WRC oraz Hiszpanów Carlosa Sainza i Marca Martíego w Citroënie Xsarze WRC. Z kolei w Junior WRC zwyciężyła francusko-belgijska załoga Nicolas Bernardi i Jean-Marc Fortin, jadąca Renaultem Clio S1600.
Rajdu nie ukończyło czterech kierowców fabrycznych. Francuz Sébastien Loeb w Citroënie Xsarze WRC wycofał się na 7. odcinku specjalnym z powodu awarii pompy olejowej, a kierowca Forda Focusa WRC Belg François Duval zrezygnował z jazdy na 6. odcinku specjalnym z powodu awarii zawieszenia. Z kolei kierowca Peugeota 307 WRC Belg Freddy Loix wycofał się na 3. oesie z powodu awarii układu elektrycznego, a Czech Jan Kopecký w Škodzie Fabii WRC uległ wypadkowi na 6. oesie.

## Klasyfikacja ostateczna (punktujący zawodnicy)
| Miejsce  | Zawodnik             | Pilot                | Samochód              | Czas      | Strata   | Grupa | Punkty |
| WRC      | WRC                  | WRC                  | WRC                   | WRC       | WRC      | WRC   | WRC    |
| -------- | -------------------- | -------------------- | --------------------- | --------- | -------- | ----- | ------ |
| 1.       | Markko Märtin        | Michael Park         | Ford Focus WRC        | 3:40:43.8 |          | A8 M  | 10     |
| 2.       | Marcus Grönholm      | Timo Rautiainen      | Peugeot 307 WRC       | 3:41:07.0 | +23.2    | A8 M  | 8      |
| 3.       | Carlos Sainz         | Marc Martí           | Citroën Xsara WRC     | 3:41:21.5 | +37.7    | A8 M  | 6      |
| 4.       | Stéphane Sarrazin    | Patrick Pivato       | Subaru Impreza WRC    | 3:43:34.2 | +2:50.4  | A8    | 5      |
| 5.       | Petter Solberg       | Phil Mills           | Subaru Impreza WRC    | 3:43:50.5 | +3:06.7  | A8 M  | 4      |
| 6.       | Daniel Solà          | Xavier Amigo         | Mitsubishi Lancer WRC | 3:44:49.5 | +4:05.7  | A8    | 3      |
| 7.       | Gianluigi Galli      | Guido D’Amore        | Mitsubishi Lancer WRC | 3:44:49.7 | +4:05.9  | A8    | 2      |
| 8.       | Mikko Hirvonen       | Jarmo Lehtinen       | Subaru Impreza WRC    | 3:45:15.5 | +4:31.7  | A8 M  | 1      |
| JWRC     |                      |                      |                       |           |          |       |        |
| 1. (14.) | Nicolas Bernardi     | Jean-Marc Fortin     | Renault Clio S1600    | 3:58:08.7 |          | A6    | 10     |
| 2. (16.) | Per-Gunnar Andersson | Jonas Andersson      | Suzuki Ignis S1600    | 4:01:09.5 | +3:00.8  | A6    | 8      |
| 3. (17.) | Mirco Baldacci       | Giovanni Bernacchini | Suzuki Ignis S1600    | 4:02:06.4 | +3:57.7  | A6    | 6      |
| 4. (19.) | Larry Cols           | Filip Goddé          | Renault Clio S1600    | 4:02:35.5 | +4:26.8  | A6    | 5      |
| 5. (23.) | Kosti Katajamäki     | Timo Alanne          | Suzuki Ignis S1600    | 4:05:22.0 | +7:13.3  | A6    | 4      |
| 6. (25.) | Kris Meeke           | David Senior         | Opel Corsa S1600      | 4:06:59.8 | +8:51.1  | A6    | 3      |
| 7. (26.) | Alan Scorcioni       | Fulvio Florean       | Fiat Punto S1600      | 4:08:07.4 | +9:58.7  | A6    | 2      |
| 8. (27.) | Alessandro Broccoli  | Giovanni Agnese      | Fiat Punto S1600      | 4:10:31.2 | +12:22.5 | A6    | 1      |

1. ↑  Litera M przy oznaczeniu grupy do której należy samochód oznacza, iż tylko ci kierowcy zdobywali punkty dla swoich zespołów liczonych w klasyfikacji producentów na koniec sezonu.

## Zwycięzcy odcinków specjalnych
| Dzień      | Odcinek | G. rozp. | Nazwa                          | Długość | Zwycięzca                  | Czas    | Lider rajdu    |
| ---------- | ------- | -------- | ------------------------------ | ------- | -------------------------- | ------- | -------------- |
| 1 (29 PAŹ) | SS1     | 09:06    | La Trona 1                     | 13.17km | François Duval             | 8:33.7  | François Duval |
| 1 (29 PAŹ) | SS2     | 09:34    | Alpens – Les Llosses 1         | 21.80km | Sébastien Loeb             | 13:09.0 | Sébastien Loeb |
| 1 (29 PAŹ) | SS3     | 10:32    | Gombren – St Jaume Frontanya 1 | 22.55km | François Duval             | 15:43.2 | Sébastien Loeb |
| 1 (29 PAŹ) | SS4     | 13:40    | La Trona 2                     | 13.17km | François Duval             | 8:27.2  | François Duval |
| 1 (29 PAŹ) | SS5     | 14:08    | Les Llosses 2                  | 21.80km | Sébastien Loeb             | 13:33.6 | Sébastien Loeb |
| 1 (29 PAŹ) | SS6     | 15:06    | St Jaume Frontanya 2           | 22.55km | Markko Märtin              | 15:32.2 | Sébastien Loeb |
| 2 (30 PAŹ) | SS7     | 08:36    | Les Llosses – Alpens 1         | 21.80km | Sébastien Loeb             | 13:13.7 | Sébastien Loeb |
| 2 (30 PAŹ) | SS8     | 09:14    | Sta Eulalia 1                  | 16.80km | Markko Märtin              | 9:44.1  | Markko Märtin  |
| 2 (30 PAŹ) | SS9     | 09:40    | Prats de Llucanes – Olost 2    | 9.94km  | Marcus Grönholm            | 5:14.9  | Markko Märtin  |
| 2 (30 PAŹ) | SS10    | 10:43    | Sant Julia 1                   | 32.90km | odcinek anulowany          |         | Markko Märtin  |
| 2 (30 PAŹ) | SS11    | 13:51    | Les Llosses – Alpens 2         | 21.80km | Marcus Grönholm            | 13:16.2 | Markko Märtin  |
| 2 (30 PAŹ) | SS12    | 14:29    | Sta Eulalia 2                  | 16.80km | Markko Märtin              | 9:49.7  | Markko Märtin  |
| 2 (30 PAŹ) | SS13    | 14:55    | Prats de Llucanes – Olost 2    | 9.94km  | Marcus Grönholm            | 10:45.1 | Markko Märtin  |
| 2 (30 PAŹ) | SS14    | 15:58    | Sant Julia 2                   | 32.90km | Carlos Sainz               | 19:25.3 | Markko Märtin  |
| 3 (31 PAŹ) | SS15    | 07:31    | Sant Boi de Llucanes 1         | 12.85km | Stéphane Sarrazin          | 8:49.5  | Markko Märtin  |
| 3 (31 PAŹ) | SS16    | 08:19    | La Roca 1                      | 5.05km  | Markko Märtin Carlos Sainz | 3:09.0  | Markko Märtin  |
| 3 (31 PAŹ) | SS17    | 08:47    | Viladrau 1                     | 35.18km | Markko Märtin              | 22:23.7 | Markko Märtin  |
| 3 (31 PAŹ) | SS18    | 11:20    | Sant Boi de Llucanes 2         | 12.85km | Marcus Grönholm            | 8:51.6  | Markko Märtin  |
| 3 (31 PAŹ) | SS19    | 12:08    | La Roca 2                      | 5.05km  | Marcus Grönholm            | 3:06.2  | Markko Märtin  |
| 3 (31 PAŹ) | SS30    | 12:36    | Viladrau 2                     | 35.18km | Marcus Grönholm            | 22:31.0 | Markko Märtin  |

## Klasyfikacja po 14 rundach
Tabele przedstawiają tylko pięć pierwszych miejsc.

### Kierowcy
| Lp. | Kierowca        | Pkt |
| --- | --------------- | --- |
| 1   | Sébastien Loeb  | 108 |
| 2   | Petter Solberg  | 82  |
| 3   | Markko Märtin   | 79  |
| 4   | Carlos Sainz    | 73  |
| 5   | Marcus Grönholm | 62  |

### Producenci
| Lp. | Producent                   | Pkt |
| --- | --------------------------- | --- |
| 1   | Citroën Total               | 184 |
| 2   | Ford Motor Co Ltd.          | 137 |
| 3   | 555 Subaru World Rally Team | 117 |
| 4   | Malboro Peugeot Total       | 93  |
| 5   | Mitsubishi Motors           | 17  |